# Grupă sanguină
Termenul de grupă sanguină (sau grup sanguin) este folosit atat pentru a caracteriza sângele unui individ în funcție de prezența sau absența unui antigen pe suprafața eritrocitelor acestuia. Majoritatea antigenelor de grup sanguin sunt de natură glicoproteică, oarecum stabile din punct de vedere genetic, unele fiind întâlnite la mai multe specii de mamifere în forme identice. Această trăsătură a lor poate fi invocată drept argument în favoarea unității lumii vii.
Deși aceste antigene sunt prezente și pe leucocite (nu și pe trombocite), în mod curent se consideră că doar eritrocitele prezintă importanță pentru stabilirea grupelor sanguine.
Datorită faptului că reacția antigen-anticorp la care participă antigenele de grup sanguin și anticorpii lor specifici este una de aglutinare (se soldează cu aglutinarea hematiilor) antigenele se mai numesc și aglutinogene, iar anticorpii și aglutinine.
În practica medicală curentă prezintă importanță sistemele AB0 și Rh. Restul sistemelor de antigene sunt utilizate în medicina legală, aplicațiile lor cele mai importante fiind în stabilirea paternității și în diferite anchete de filiație, însă în prezent aceste proceduri tind să fie înlocuite de către analiza ADN.
Importanța grupelor sanguine rezidă în indicarea compatibilității sau incompatibilității dintre donator și primitor în cazul transfuziilor. Teoretic, compatibilitatea reprezintă situația în care întâlnirea antigenului de pe hematii cu anticorpi specifici este exclusă.

## Istoric
În anul 1900, Karl Landsteiner, evreu-austriac-american a descoperit sistemului AB0 și a primit în 1930 Premiul Nobel pentru aceasta. În 1907, cehul Jan Janský a descris și el același sistem, se pare, printr-o activitate independentă de cea a lui Landsteiner. Tot în 1907, grupa AB (IV) a fost descrisă și de către Decastrello și Sturli. 
Landsteiner și Alexander S. Wiener au descoperit în 1937 și antigenul, Rhesus (Rh) - rezultate publicate în 1940.

## Sistemul ABO
Sistemul ABO se bazează pe existența a două aglutinogene, notate A și B, și a două aglutinine specifice: α (anti A) și respectiv β (anti B). Landsteiner a observat o regulă a excluziunii reciproce, concretizată în faptul că indivizii care prezintă pe eritrocite un aglutinogen nu au niciodată în plasmă aglutinina omoloagă. Un individ poate dispune de unul, ambele sau de nici unul din aglutinogene. Întotdeauna există aglutinine corespunzătoare aglutinogenului care lipsește, iar când sunt prezente atât A cât și B, nu vor exista aglutinine. Astfel, există 4 grupe principale în sistemul AB0:
| Grupa (Landsteiner) | Grupa (Janský) | Aglutinogen (antigen) | Aglutinine (anticorpi) |
| ------------------- | -------------- | --------------------- | ---------------------- |
| O                   | I              | nu are                | α și β                 |
| A                   | II             | A                     | β                      |
| B                   | III            | B                     | α                      |
| AB                  | IV             | A și B                | nu are                 |

### Aglutinogenele sistemului AB0
1. Un substrat mucopolizaharidic de bază este modificat, sub acțiunea unei gene H, prin adăugarea unei molecule de L-Fucoză, rezultând substanța H, sau antigenul H, comun pentru A și B. Este important de menționat faptul că substratul mucopolizaharidic are structură comună cu cea a unui antigen specific pneumococului. De fapt gena H codifică o glicoziltransferază, neapărat necesară pentru a sinteza atât A cât și B.
2. Dacă în genotip există gena A, atunci aceasta determină și ea sinteza unei glicoziltransferaze, care va determina atașarea la substanța H a unui rest de N-acetil-galactozamină, rezultând astfel antigenul A.
3. Dacă în genotip există gena B, ea determină sinteza unei glicoziltransferaze care atașează la substanța H un rest de D-Galactoză, rezultând antigenul B.
4. Dacă genotipul cuprinde atât gena A cât și gena B, relația dintre ele este de codominanță, fenotipul rezultant prezentând ambele aglutinogene, în cantități aproximativ egale, adică grupa sanguină AB.

### Aglutininele sistemului AB0
Sunt anticorpi (gamaglobuline, imunoglobuline) cu structură și origine obișnuite, din clasele IgM și IgG. Cea mai mare parte sunt IgM, netraversând bariera placentară. Mai sunt numite și hemaglutinine sau izohemaglutinine.
Titrul lor este aproape nul la naștere, devenind detectabili la vârsta de aproximativ 6 luni. Cresc apoi în ritm constant până la 8-10 ani, când ajung la titrul ce se va menține pe tot parcursul vieții adulte. Scad la bătrânețe, dar nu dispar.
Este încă incertă calea prin care un organism care nu a luat niciodată contact cu antigenele de grup AB0 ajunge să sintetizeze acești anticorpi.

### Genetica sistemului AB0
Trei alele sunt implicate în determinismul genetic al sistemului AB0: IA (sau A), IB (sau B) și i. Relațiile funcționale dintre ele sunt următoarele:
- IA și IB sunt codominante, adică atunci când există amândouă caracterul rezultat este intermediar, deoarece ambele gene funcționează în paralel.
- IA și IB sunt dominante față de i, adică atunci când i există în genotip alături de IA sau IB va apărea caracterul corespunzător lui IA sau respectiv lui IB

Alela i mai este notată și I0 sau 0. Ea este nefuncțională, adică nu codifică sinteza niciunei glicoziltransferaze. Genotipul ii corespunde grupei 0 și se caracterizează prin prezența pe hematii a antigenului H, nemodificat.
Locusul alelelor menționate este situat pe cromozomul 9, brațul lung, banda 3, subbanda 4 (9q34).
Genotipurile posibile pentru fiecare fenotip sunt dupa cum urmeaza :
| Grupa (fenotipul) | Genotipuri posibile |
| ----------------- | ------------------- |
| 0 (zero)          | ii                  |
| A                 | IAIA sau IAi        |
| B                 | IBIB sau IBi        |
| AB                | IAIB                |

#### Fenotipul Bombay
Gena H, care condiționează sinteza antigenului H, precursorul comun al antigenelor A și B, are o alelă recesivă foarte rară, h, nefuncțională. În cazuri extrem de rare, în care apare genotipul hh, antigenul H nu mai este sintetizat, și implicit este imposibilă sinteza antigenelor A sau B, chiar dacă genele respective există. Individul în cauză are sânge de grup 0 fals(fenotip Bombay), notat 0h sau 0hh. Numele vine de la primul caz documentat, al unei femei din Bombay. 
Persoanele cu fenotip Bombay sintetizează anticorpi anti H și, deși la testările uzuale apar ca având grupă 0, nu pot primi sânge decât de la alte persoane cu fenotip Bombay, deoarece grupa 0 adevărată are antigen H.

#### Frecvența alelelor și fenotipurilor AB0
Alela cea mai frecventă la nivelul întregii populații umane este IA, urmată de i și de IB. Se consideră că IA este cea mai veche, i provenind din aceasta printr-o deleție. Deoarece IB este a treia ca frecvență, se poate spune că a apărut ultima, probabil tot din IA.
La români, frecvența fenotipurilor este:
| Grupa 0  | 33% |
| Grupa A  | 43% |
| Grupa B  | 16% |
| Grupa AB | 8%  |

În populația globală, frecvențele sunt:
| Grupa 0  | 46% |
| Grupa A  | 40% |
| Grupa B  | 10% |
| Grupa AB | 4%  |

### Subgrupe AB0
S-a constatat o lipsă de omogenitate mai ales la grupa A în pivința afinității pentru aglutininele specifice α. S-au descris astfel mai multe subgrupe A: A1, A2, A3, A5,... Am, Aq, Ad, Ax. Subgrupa A1 este grupa A clasică.
Existența acestor subgrupe se datorează unor alele diferite IA. Cu cât indicele subgrupei este mai mare, cu atât capacitatea de sinteză a antigenului A este mai mică, rămânând și o cantitate de antigen H neconvertit în A. Rezultă deci fenotipuri intermediare între A și 0, cu hematii de grupă A ce prezintă și antigen H, specific grupei 0. Subgrupele cele mai frecvente sunt A2 și A3.
Existența alelelor modificate IA poate fi pusă și ea pe seama vârstei acesteia.

## Sistemul Rh
Sistemul Rh clasifică sângele uman după prezența sau absența unor proteine specifice pe suprafața hematiilor. Determinarea statutului Rh ține cont de cea mai frecventă dintre acestea: factorul D, sau antigenul D.
Indivizii ale căror hematii prezintă antigen D pe membrană sunt considerați Rh+ (pozitiv), ceilalți Rh- (negativ). Spre deosebire de sistemul AB0, în sistemul Rh absența antigenului nu presupune existența anticorpilor specifici; indivizii Rh- nu au în mod normal în ser anticorpi anti D.
Statutul Rh se asociază obligatoriu grupei din sistemul AB0, astfel că "grupa sanguină" este exprimată prin adăugarea semnului + sau - la grupa AB0; de exemplu: A+, B+, 0+, 0- etc. Aceste informații reprezintă minimul necesar în practica medicală pentru realizarea unei transfuzii.

### Genetica sistemului Rh
Factorul D este codificat de o genă (1p36.2-p34) D. Aceasta determină direct sinteza antigenului D, și are o alelă recesivă d. Deci indivizii cu fenotip Rh+ pot avea genotip DD sau Dd, pe când cei Rh- doar dd. În aceeași zonă a cromozomului mai există și un locus pentru altfel de alele: C, c, E, e (locusul CE). Ordinea pe cromozom este C-E-D, și din acest motiv se tinde către înlocuirea prescurtării CDE cu CED. Alelele C, c, E, e, D, d se transmit înlănțuit. Astfel, pot exista 8 haplotipuri (haplotipul reprezintă configurația genelor pe un singur cromozom dintr-o pereche): Dce, DCe, DcE, DCE, dce, dCe, dcE, dCE. C, c, E și e nu se exprimă decât când în genotip nu există D.

#### Frecvența fenotipurilor Rh
La nivelul populației globale, frecvența fenotipurilor Rh este:
| Rh+ | 84% |
| Rh- | 16% |

La poporul român, frecvențele sunt apropiate de media globală, cu 85% Rh+, iar ca medie pentru populația europeană se consideră 85% Rh+. Există abateri remarcabile de la medie în cazul unor populații. Spre exemplu, la africani, asiatici și eschimoși, frecvența fenotipului Rh+ este peste 95%.

## Frecvența integrată a grupelor AB0/Rh
La nivelul populației României, frecvențele medii ale grupelor AB0 coroborate cu Rh sunt:
| A+  | 36,5% |
| A-  | 6,5%  |
| B+  | 13,6% |
| B-  | 2,4%  |
| AB+ | 6,8%  |
| AB- | 1,2%  |
| 0+  | 28%   |
| 0-  | 5%    |

La nivelul populației globale, frecvențele medii ale grupelor AB0 coroborate cu Rh sunt:
| A-  | 6%  |
| A+  | 34% |
| B-  | 2%  |
| B+  | 9%  |
| AB- | 1%  |
| AB+ | 3%  |
| 0-  | 7%  |
| 0+  | 38% |

## Compatibilitate
Problema compatibilității se pune atunci când se dorește realizarea unei transfuzii sanguine. Clasic, în sistemul AB0, există noțiunile de donator universal (cu referire la grupa 0, care nu are aglutinogene) și de primitor universal (cu referire la grupa AB, care nu are aglutinine). Ele nu sunt însă utile decât pentru transfuzii cu volum redus de sânge, mai mic de 500 ml. În cazul transfuziei a peste 500 ml, se folosește exclusiv sânge izogrup, adică de aceeași grupă cu a primitorului. Aceasta pentru că, deși de exemplu grupa 0 nu are aglutinogene, are totuși aglutinine. Acestea devin de ajuns de diluate în sângele primitorului pentru a nu da reacții sesizabile, dar la volume mari contactul lor cu aglutinogenele unui primitor de grupă A, B sau AB poate determina aglutinarea intravasculară a eritrocitelor.
În afară de sistemul AB0, în cazul unei transfuzii este obligatoriu să se țină seama și de grupa Rh. Sângele Rh- poate primi doar de la indivizi Rh- deoarece dezvolta anticorpi antigenul D, pe când cel Rh+ pot primi de la Rh+ si Rh-. Rh- se poate administra la Rh- și Rh+ fără nici o problemă, deoarece în sistemul Rh nu există anticorpi în absența factorului antigenic.
În cazul transfuziei de sânge integral compatibilitățile sunt rezumate în următorul tabel:
| Grupa | Poate dona la                          | Poate primi de la                      |
| ----- | -------------------------------------- | -------------------------------------- |
| 0-    | 0-, 0+, AB+*, AB-*, A+*, A-*, B+*, B-* | 0-                                     |
| 0+    | 0+, A+*, B+*, AB+*                     | 0+, 0-                                 |
| A-    | A-, A+, AB-*, AB+*                     | A-, 0-*                                |
| A+    | A+, AB+*                               | A-, A+, 0+*, 0-*                       |
| B-    | B-, B+, AB-*, AB+*                     | B-, 0-*                                |
| B+    | B+, AB+*                               | B-, B+, 0+*, 0-*                       |
| AB-   | AB-, AB+                               | A-*, B-*, 0-*, AB-                     |
| AB+   | AB+                                    | A-*, A+*, B-*, B+*, 0-*, 0+*, AB-, AB+ |

Pentru tranfuzia de plasmă (care nu poate conține nici un fel de antigene, indiferent de grupa donatorului, dar poate conține anticorpi) compatibilitatea nu mai ține cont de Rh, ci doar de AB0. Aceasta doar dacă s-a exclus posibilitatea ca un donator Rh- să fi venit la un moment dat în contact cu sânge Rh+. În practică, fiecare țară are reglementări oficiale cu privire la această problemă. În România, se evită pe cât este posibil transfuzia de plasmă la o grupă Rh diferită.
| Grupa | Poate dona la | Poate primi de la |
| ----- | ------------- | ----------------- |
| 0     | 0             | A, B, 0, AB       |
| A     | A, 0          | A, AB             |
| B     | B, 0          | B, AB             |
| AB    | A, B, 0, AB   | AB                |

În cazul folosirii masei eritrocitare (hematii spălate în soluție izotonă), se ține evident cont de Rh, precum și de faptul că acestea nu trebuie să vină în contact cu plasma primitorului care are aglutinine specifice:
| Grupa | Poate dona la                    | Poate primi de la                |
| ----- | -------------------------------- | -------------------------------- |
| 0-    | 0-, 0+, AB+, AB-, A+, A-, B+, B- | 0-                               |
| 0+    | 0+, A+, B+, AB+                  | 0-, 0+                           |
| A-    | A-, A+, AB-, AB+                 | A-, 0-                           |
| A+    | A+, AB+                          | A-, A+, 0-, 0+                   |
| B-    | B-, B+, AB-, AB+                 | B-, 0-                           |
| B+    | B+, AB+                          | B-, B+, 0-, 0+                   |
| AB-   | AB-, AB+                         | A-, B-, 0-, AB-                  |
| AB+   | AB+                              | A-, A+, B-, B+, 0-, 0+, AB-, AB+ |

## Alte sisteme
Există numeroase alte sisteme antigenice pe elementele figurate ale sângelui. Singurele lipsite de antigene membranare specifice sunt plachetele. Numărul fenotipurilor posibile, luând în calcul toate aceste sisteme, este de ordinul miliardelor. De altfel, celulele care ajung în organism cu ocazia unei transfuzii, sunt până la urmă distruse de sistemul imunitar în cel mult 7-10 zile, fiind practic imposibilă obținerea unei identități complete între fenotipuile donatorului și ale primitorului.
Sistemele mai bine cunoscute sunt prezentate în tabelul următor:
| Nr. | Nume clasic        | Notație (abreviere) | Natura epitopului (determinantul antigenic)                                                                                              | Localizare cromozomială |
| --- | ------------------ | ------------------- | --- | ----------------------- |
| 01  | ABO                | ABO                 | N-acetilgalactozamină, galactoză | 9                       |
| 02  | MNS                | MNS                 | GPA / GPB (glicoforine A și B) | 4                       |
| 03  | P                  | P1                  | glicolipid | 22                      |
| 04  | Rhesus             | Rh                  | proteic | 1                       |
| 05  | Lutheran           | Lu                  | IgSF (proteic, imunogloguline) | 19                      |
| 06  | Kell               | Kel                 | glicoproteină | 7                       |
| 07  | Lewis              | LE, Le              | fucoză | 19                      |
| 08  | Duffy              | Fy                  | proteic (ECR, receptor pentru chimiokină și pentru Plasmodium vivax și knowlesi)                                                         | 1                       |
| 09  | Kidd               | JK                  | proteic (transportor al ureei) | 1                       |
| 10  | Diégo              | DI                  | glicoproteic ("proteina benzii 3", AE 1, transportor ionic)                                                                              | 17                      |
| 11  | Cartwright         | YT                  | proteic (AChE, acetilcolinesterază) | 7                       |
| 12  | Xg                 | XG                  | glicoproteic | X                       |
| 13  | Scianna            | SC                  | glicoproteic | 1                       |
| 14  | Dombrock           | DO                  | glicoproteic (fixat la membrană prin fosfatidilinozitol glicozilat - GPI)                                                                | 12                      |
| 15  | Colton             | CO                  | aquaporina 1 | 7                       |
| 16  | Landsteiner-Wiener | LW                  | IgSF (proteic, imunoglobuline) | 19                      |
| 17  | Chido/Rodgers      | Ch/Rg               | C4a C4b (fracțiuni ale complementului)                                                                                                   | 6                       |
| 18  | Hh                 | H                   | fucoză | 19                      |
| 19  | Kx                 | XK                  | glicoproteic | X                       |
| 20  | Gerbich            | Ge                  | GPC / GPD (glicoforinele C și D) | 2                       |
| 21  | Cromer             | Cro                 | glicoproteic (DAF sau CD55, reglatoare a fracținilor C3 et C5 ale complementului, legată de membrană prin fosfatidilinozitol glicozilat) | 1                       |
| 22  | Knops              | Kn                  | glicoproteic (CR1 ou CD35, fixator al complexelor Ag-Ac)                                                                                 | 1                       |
| 23  | Indian             | In                  | glicoproteic (CD44, posibil proteină de adezivitate)                                                                                     | 11                      |
| 24  | OK                 | OK                  | glicoproteic (CD147) | 19                      |
| 25  | RAPH               | MER2                | glicoproteină transmembranară | 11                      |
| 26  | John Milton Hagen  | JMH                 | proteic (fixat la membrană prin fosfatidilinozitol glicozilat)                                                                           | 6                       |
| 27  | Ii                 | I                   | poliozidă ramificată (I) sau neramificată (i)                                                                                            | 6                       |
| 28  | globozid           | P                   | glicolipidic | 3                       |
| 29  | GIL                | GIL                 | aquaporina 3 | 9                       |